# Hystaspe (père de Darius Ier)
Hystaspe ou Hystaspes (en vieux persan : Vištāspa ; en grec ancien : Ὑστάσπης (Hustáspēs), parfois Guštāsp (en persan : گشتاسپ) (VIe siècle av. J.-C.), est un prince achéménide, père de Darius Ier.

## Biographie

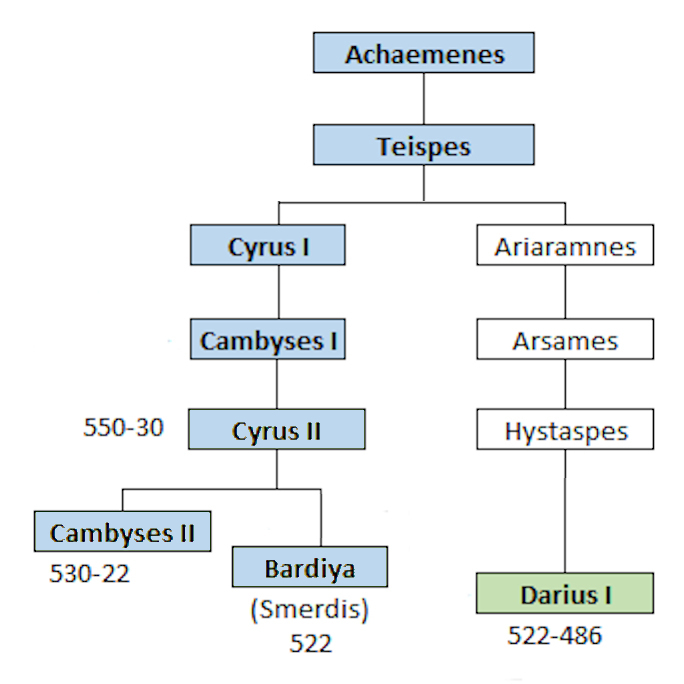
Position d'Hystaspe dans la lignée achéménide selon Darius le Grand dans l'inscription de Behistun.

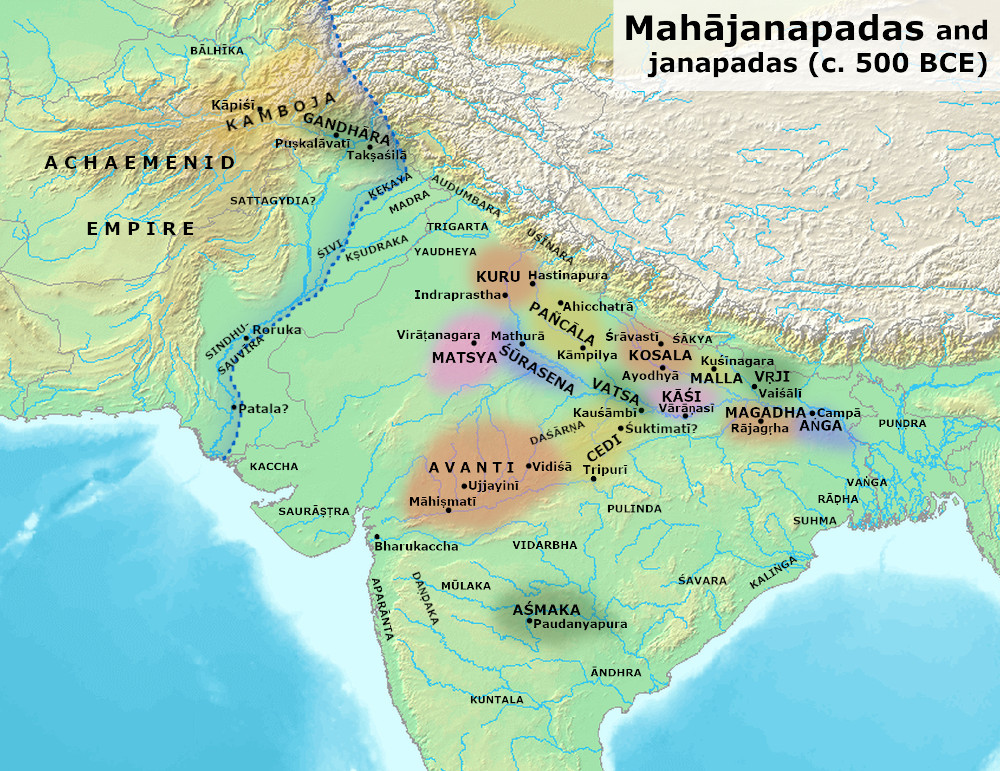
Selon Ammianus Marcellinus, Hystaspes a pénétré profondément dans l'Inde, où il a reçoit de l'instruction des brahmanes. Historiquement, cela correspond à l'époque de la conquête achéménide de la vallée de l'Indus.

Fils d'Arsamès, il devient satrape de Bactriane et Parthie sous Cambyse II. Il accompagne Cyrus le Grand dans son expédition contre Massagètes.
Il soumet la Parthiène et l'Hyrcanie. 
Il est le père, outre de Darius, de Artabanus, Artapherne et d'Artanes et d'une fille,,.